# Ciclone Ruby
O ciclone tropical Ruby foi um ciclone tropical que impactou a Nova Caledônia com fortes ventos e chuvas, depois que seu predecessor a baixa tropical e um vale próximo causaram perturbações em algumas partes das Ilhas Salomão. O terceiro sistema nomeado da temporada de ciclones da região australiana de 2021-22 e o primeiro ciclone da temporada de ciclones do Pacífico Sul de 2021-22, Ruby se formou a partir de uma área de convecção que foi monitorada pela primeira vez pelo JTWC em 8 de dezembro no Mar de Salomão. No entanto, o sistema não se tornou totalmente uma baixa tropical até as 06:00 UTC de 10 de dezembro, quando o BoM começou a emitir boletins. Depois de estagnar sobre a área, mudou-se para sudeste sobre o Mar de Coral, onde continuou a se desenvolver em condições favoráveis, e o sistema foi finalmente atualizado para o Ciclone Tropical Ruby, dois dias depois, quando ventos fortes cercaram suas porções orientais.
Alertas de vento e chuva foram colocados em algumas ilhas das Ilhas Salomão, devido a um vale e ao antecessor do ciclone. Duas albufeiras, nomeadamente o rio Kombito e o rio Kongulai, foram encerradas e o público que está a utilizar as águas das margens foi aconselhado a ferver as suas águas, pois os rios estavam contaminados com alguns sedimentos, os quais estão ligados às precipitações do sistema. Mais tarde, pré-vigias de ciclone foram emitidos para toda a ilha da Nova Caledônia enquanto Ruby se aproximava lentamente do arquipélago, com avisos sendo atualizados para o Nível de Alerta 2. Vôos, balsas e outros serviços de transporte também foram interrompidos por precaução. As evacuações também foram realizadas para as pessoas afetadas. Mais de 2.000 áreas residenciais perderam eletricidade quando Ruby pousou no arquipélago, com relatos de árvores sendo arrancadas e, em um caso, impactou uma casa. Ventos fortes varreram a parte norte da Nova Caledônia, enquanto toda a parte recebeu fortes chuvas. Nenhuma morte foi confirmada até o momento no país.

## História meteorológica
Em 6 de dezembro, o Australian Bureau of Meteorology começou a monitorar o Mar de Salomão e suas regiões adjacentes para um possível desenvolvimento tropical. No dia seguinte, a agência observou que esse sistema potencial pode se desenvolver ainda mais. Enquanto isso, em 8 de dezembro às 06:00 UTC, o Joint Typhoon Warning Center começou a rastrear o sistema como "Invest 93P" enquanto estava localizado a 225 nmi (417 km; 259 mi) ao oeste do Honiara. Naquela época, o bureau notou ventos de convecção fracos em torno de um grande centro de circulação de baixo nível. O distúrbio alastrando também é analisado como sendo localizado em um ambiente "marginalmente favorável" pelo JTWC, citando cisalhamento do vento de baixo a moderado e propício 30–31 °C (86–88 °F) temperaturas da superfície do mar. No entanto, a agência apenas deu ao sistema uma chance "baixa" de desenvolvimento nas 24 horas seguintes. Às 04:30 UTC do dia seguinte (14:30 AEST do dia anterior), o BoM designou esta tempestade como "07U", apesar da perturbação ainda não ter se tornado uma baixa tropical. O JTWC aumentou ainda mais as chances do sistema de se fortalecer para "médio" às 06:00 UTC de 9 de dezembro e para "alto" às 21:30 UTC. A agência também emitiu um Alerta de formação de ciclones tropicais (TCFA) na última vez.

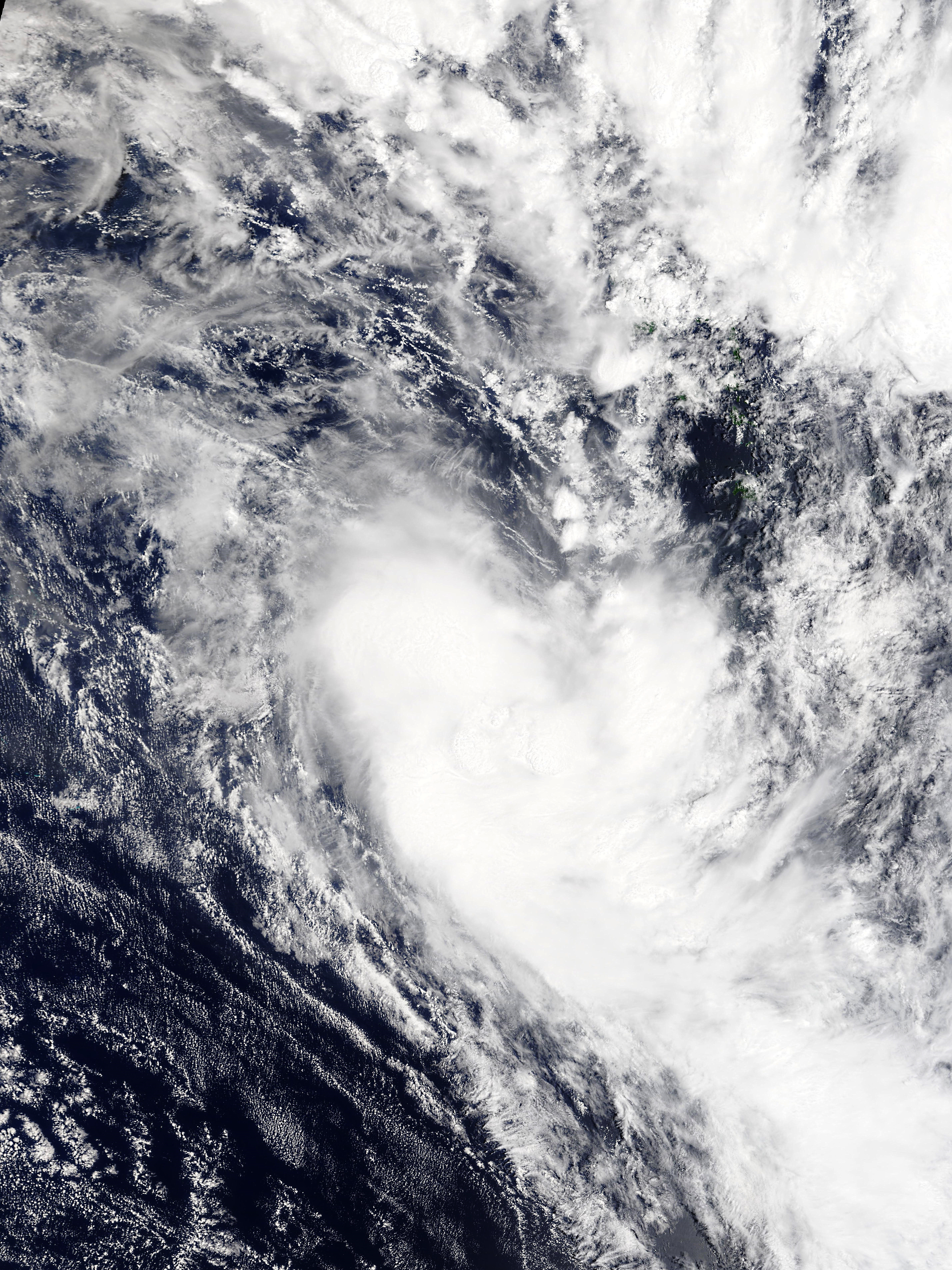
O ciclone tropical Ruby antes de atingir a Nova Caledônia em 14 de dezembro

No dia seguinte, o BoM notou um aumento na organização da baixa tropical, embora sua porção norte tenha enfraquecido. No entanto, seu lado sul se desenvolveu à medida que seguia na direção sul-sudeste. Isso também indicou que a baixa tropical já estava totalmente formada. Apesar disso, o sistema permaneceu em sua intensidade inicial de 25 kn (46 km/h; 29 mph), apesar das condições favoráveis, incluindo forte divergência de um vale de nível superior sobre o leste da Austrália. Sua convecção degradou-se novamente por volta das 18:00 UTC, mas outro novo pedaço acabou de se formar na parte leste da baixa. O sistema também se tornou quase estacionário sobre o Mar de Coral e ainda mais desorganizado por volta da meia-noite. O BoM também teve dificuldades em identificar o centro do sistema em 11 de dezembro, embora tenha se fortalecido ligeiramente para 30 kn (56 km/h; 35 mph) às 06:00 UTC de acordo com os dados do dispersômetro. O sistema também começou a seguir para sudeste nesta época. No entanto, ar seco também foi detectado em seu noroeste e ele ficará gradualmente mais forte por causa do calor do oceano e do ar.
Por volta das 18:00 UTC, o BoM notou que já era possível existir ventos fortes em torno de suas bandas convectivas, embora tenham mantido a intensidade abaixo do status de tempestade tropical. Três horas depois, o JTWC atualizou o sistema para uma tempestade tropical enquanto estava localizado a mais de 767 nmi (1,420 km; 883 mi) para noroeste de Noumea. O desenvolvimento posterior se seguiu à medida que a baixa tropical se movia lentamente sobre o Mar de Coral e, por volta das 03:00 UTC, o BoM atualizou o sistema para um ciclone tropical de categoria 1 na escala australiana e foi denominado "Ruby", respectivamente, conforme ventos fortes foram detectados em sua parte oriental. Por volta das 18:00 UTC, o Ruby começou a se intensificar enquanto mergulhava na direção sul-sudeste, tornando-se um sistema de categoria 2 e se aproximando da intensidade da força do furacão três horas depois. O JTWC também atualizou o sistema para um ciclone tropical equivalente à Categoria 1 nesta época. Às 13:01 AEST (03:01 UTC) de 13 de dezembro, Ruby moveu-se sobre a bacia do Pacífico Sul, passando a responsabilidade de alertar o sistema para o Serviço Meteorológico de Fiji.
Ao se mover naquela região, o JTWC notou que o topo das nuvens de Ruby havia começado a aquecer e sua convecção se tornando desorganizada enquanto estava a meio caminho entre a Austrália e Vanuatu. Três horas depois, o sistema começou a enfraquecer um pouco devido à combinação de cisalhamento do vento e ar seco, segundo a agência citada. Por volta das 20:00 UTC, Ruby começou a fazer landfall sobre a porção noroeste da Nova Caledônia com aquela intensidade, próximo ao status de ciclone tropical severo com ventos de 60 kn (110 km/h; 69 mph). Isso foi indicado por observações de superfície e radar no país. Um olho de micro-ondas também apareceu nesta época.

## Preparações e impactos

### Ilhas Salomão
Devido ao predecessor de baixas tropicais do ciclone junto com uma calha ativa sobre o país, os Serviços Meteorológicos das Ilhas Salomão emitiram avisos de vento forte e chuva forte para o arquipélago. Pessoas que moram perto de rios também foram orientadas a se preparar e tomar os cuidados necessários, de acordo com a agência meteorológica. Devido ao aguaceiro, vários sedimentos contaminaram as albufeiras dos rios Kombito e Kongulai, obrigando a autoridade hídrica do país a fechá-los e alertando as pessoas para ferverem as suas águas para sua segurança. O jornal Solomon Star também observou que muitas crianças enfrentaram problemas de vômito e diarreia devido ao incidente. Em 10 de dezembro, o reservatório de água em Kongulai foi restaurado com sucesso.

### Nova Caledônia
Ventos em torno de 150 km/h (93 mph) e chuvas torrenciais eram esperadas na Nova Caledônia devido à tempestade. Em 11 de dezembro, o país foi colocado sob um pré-alerta de ciclone devido à tempestade que se formava, começando às 5:00 NCST (18:00 UTC). 29 municípios do país também foram colocados sob "vigilância amarela". O Nível de Alerta 1 também foi colocado nas províncias do Norte e do Sul do país e, mais adiante, no Nível de Alerta 2. O serviço de ferry com destino à Ilha de Pines, Belep e Ouaième também foi interrompido e os voos da Air Calédonie para 14 de dezembro foram cancelados. Um prédio da escola também é solicitado para servir de abrigo de emergência para possíveis evacuados em Houaïlou enquanto o prédio da cidade de Kouaoua era usado. Quatro áreas no sul do país também ofereceram abrigo. As áreas esportivas em Nouméa e alguns campi da Universidade da Nova Caledônia também foram encerrados.
Os primeiros impactos de Ruby são sentidos na Província do Norte, onde fortes ventos açoitaram a região. Fazendo landfall na parte norte da região, Ruby é o primeiro a fazê-lo desde o ciclone Frank em 1990. 678 famílias em Canala, Kaala-Gomen e Koumac perderam eletricidade devido a Ruby, enquanto quedas de energia também interromperam alguns reservatórios em Voh. Mais de 2.569 perderam energia anteriormente nessas áreas. Poingam registrou a maior rajada de vento recuperada do sistema, a 100 kn (190 km/h; 120 mph). Touho conseguiu 140 km/h (87 mph). Árvores também foram derrubadas em todo o país, derrubando linhas de energia. Uma rodovia pública está intransitável em Thia devido a um rio que está quase transbordando. Em um período de 12 horas em 14 de dezembro, a costa oeste do país teve sua maior quantidade de chuva de 3.01 in (76.5 mm), a central registrou 7.68 in (195.1 mm) e o leste recebeu 6.24 in (158.4 mm). A maior quantidade de chuva do sistema é coletada de uma estação meteorológica em Kouaoua, com 405 mm (15.9 in). No geral, 14.864 residências perderam o fornecimento de energia devido ao Ruby. Conforme a tempestade se afastou do país, todos os alertas foram suspensos e as empresas reabertas.